# Фінальна зима
«Фінальна зима» (англ. The Final Winter) — австралійський спортивно-драматичний фільм, що вийшов на екрани у 2007 році. Режисерами фільму виступили Брайан Ендрюс і Джейн Форрест, продюсерами — Ентоні Кава та Мішель Рассел, а дистриб'ютором — компанія Paramount Pictures. Сценарій до фільму написав Метт Нейбл, який також зіграв головну роль «Граба» Гендерсона. Фільм, який отримав схвальні відгуки критиків,зосереджується навколо Граба, капітана команди регбійної ліги «Ньютаун Джетс» на початку 1980-х років, і його рішучості відстоювати те, що традиційно відстоює регбі, борючись із власною кризою ідентичності. «Остання зима» була адаптована на сцені у 2015 році Джастіном Брайсом і демонструвалася в театрі Олбері-Водонга протягом чотирьох вечорів, починаючи з 15 липня, за повних аншлагів. Джастін Брайс — місцевий виконавець і сценарист з Олбері-Водонги, який присвятив три роки створенню сценарію, пристосованого до театральної сцени.

## Сюжет
Фільм досліджує те, як бізнес зруйнував лояльність, що існувала між клубом і сім'єю Граба. По суті, це метафора того, як бізнес почав накладати відбиток на гру в регбі у 1980-х роках, що призвело до зростання комерціалізації гри. Отже, Граб змушений боротися з адміністрацією, яка хотіла його звільнити, а також зі зрадою його брата і тренера. У фільмі також йдеться про сімейні проблеми між Грабом, його дружиною та дітьми, адже їхній чоловік і батько перетворився з того, ким він був, на того, ким він став.

## Акторський склад
- Метт Нейбл — Мік «Граб» Гендерсон
- Боб Бейнс — Недді
- Конрад Колебі — Біллі
- Натаніель Дін — Трент Гендерсон
- Даміан Де Монтемас — Макс
- Кевін Голсбі — голова суду
- Рейлі Гілл — Емма Гендерсон
- Джон Джарратт — Колгейт
- Метью Джонс — Джек Купер
- Мішель Ленгстон — Мія
- Скотт Лоу — Мадді
- Кеті Назер-Хеннінгс — Ребекка Гендерсон
- Тіарні Купленд — Джесіка Хендерсон